# Захожув-Кольонія
Захожув-Кольонія (пол. Zachorzów-Kolonia) — село в Польщі, у гміні Славно Опочинського повіту Лодзинського воєводства.
Населення — 341 особа (2011).
У 1975-1998 роках село належало до Пйотрковського воєводства.

## Демографія
Демографічна структура станом на 31 березня 2011 року:
|          | Загалом | Допрацездатний вік | Працездатний вік | Постпрацездатний вік |
| -------- | ------- | ------------------ | ---------------- | -------------------- |
| Чоловіки | 168     | 35                 | 119              | 14                   |
| Жінки    | 173     | 32                 | 92               | 49                   |
| Разом    | 341     | 67                 | 211              | 63                   |